# 德县路
德县路是位于山东省青岛市市南区的一条东南西北走向市政道路，连接了湖南路和中山路。